# Илоперидон
Илоперидон (фанапт) — атипичный антипсихотик, долгое время находившийся в разработке и после прохождения клинических исследований получивший отказ FDA в выходе на рынок из-за отсутствия преимуществ перед аналогичными препаратами, однако позже одобренный к применению. Способность купировать психоз обеспечивается блокирующим действием илоперидона на дофаминовые D2-рецепторы. Как и другие атипичные препараты, он также блокирует некоторые рецепторы серотонина. Агентство FDA выдало разрешение на коммерческое использование препарата 6 мая 2009 года.

## Механизм действия
Препарат связывается с различными подтипами дофаминовых, серотониновых и норадреналиновых рецепторов. Обладает высоким сродством к α1-адренорецепторам, D3-дофаминовым и 5-HT2a-серотониновым, промежуточным сродством — к α2С-адренорецепторам, дофаминовым рецепторам D2A, D4, серотониновым 5-HT1A, 5-HT1B, 5-НТ2С и 5-HT6. Низкое сродство препарат обнаруживает к норадреналиновым рецепторам α2A, α2B, β1 и β2, мускариновым ацетилхолиновым M1—M5, гистаминовым H1, дофаминовым D1 и D5, гастриновым CCKA и CCKB, серотониновым 5-HT7.

## Фармакогенетика
По данным одного фармакогенетического исследования, реакция больных шизофренией на илоперидон наиболее сильно ассоциирована с полиморфизмами гена NPAS3. В последующей публикации описаны 6 генетических маркеров, ассоциированных с улучшением симптомов в группе из 409 пациентов. По мнению авторов, предварительный анализ «генетической сигнатуры» пациента может помочь в оптимальном подборе терапии.

## Побочные эффекты
К побочным действиям илоперидона относятся тревога, бессонница, головокружение, головная боль, сухость во рту, тошнота, увеличение веса (как правило, умеренно выраженное), диспепсия, заложенность носа, сонливость, усталость, седативный эффект, тахикардия, ортостатическая гипотензия, удлинение интервала QT. Удлинение интервала QT при приёме илоперидона может обусловливать риск смертельно опасных аритмий.
Илоперидон не повышает (или редко повышает) пролактин. Экстрапирамидные расстройства при его приёме в ряде исследований возникали не чаще, чем при приёме плацебо, хотя в анализе всех опубликованных данных об этом препарате отмечалась возможность дозозависимой акатизии. Поскольку илоперидон обладает крайне низким сродством к ацетилхолиновым рецепторам, предполагается, что он не может вызывать антихолинергические побочные эффекты, такие как сухость во рту, затуманивание зрения и увеличение частоты мочеиспускания.
В публикациях утверждается, что риск метаболических побочных эффектов илоперидона, по-видимому, низкий. С другой стороны, в эксперименте на крысах были выявлены значительные метаболические нарушения при приёме илоперидона, сопоставимые с метаболическими нарушениями при приёме оланзапина (зипрексы). В этом эксперименте у крыс развивалась интолерантность к глюкозе и инсулинорезистентность.